# Пільнянське водосховище
Пільнянське водосхо́вище — невелике руслове водосховище на річці Пільна (ліва притока Сіверського Дінця). Розташоване у Вовчанському районі Харківської області.
- Водосховище побудовано в 1967 році по проекту Харківської експедиції інституту «Укрдіпроводгосп».
- Призначення — зрошення, риборозведення, рекреація.
- Вид регулювання — сезонне.

## Основні параметри водосховища
- нормальний підпірний рівень — 111,0 м;
- форсований підпірний рівень — 112,0 м;
- рівень мертвого об'єму — 106,0 м;
- повний об'єм — 1,03 млн м³;
- корисний об'єм — 0,99 млн м³;
- площа дзеркала — 36,0 га;
- довжина — 2,7 км;
- середня ширина — 0,13 км;
- максимальні ширина — 0,26 км;
- середня глибина — 2,9 м;
- максимальна глибина — 6,8 м.

## Основні гідрологічні характеристики
- Площа водозбірного басейну — 30,8 км².
- Річний об'єм стоку 50 % забезпеченості — 2,19 млн м³.
- Паводковий стік 50 % забезпеченості — 1,76 млн м³.
- Максимальні витрати води 1 % забезпеченості — 17,5 м³/с.

## Склад гідротехнічних споруд
- Глуха земляна гребля довжиною — 182 м, висотою — 8,3 м, шириною — 10 м. Закладення верхового укосу — 1:3, низового укосу — 1:2.
- Шахтний водоскид із монолітного залізобетону розмірами 3,2×3,2 м.
- Водовідвідна труба одновічкова квадратного січення 1,85×1,85 м.
- Донний водоспуск із двох сталевих труб діаметром 500 мм, обладнаних засувками.

## Використання водосховища
Водосховище було побудовано для зрошення в колгоспі «Зоря комунізму» Вовчанського району.